# XXVIII Liceum Ogólnokształcące im. Jana Kochanowskiego w Warszawie
XXVIII Liceum Ogólnokształcące im. Jana Kochanowskiego – liceum ogólnokształcące znajdujące się przy ul. Wiktorskiej 99 w Warszawie.

## Opis
W szkole uczy się obecnie ok. 650 uczniów, zatrudnionych jest ok. 50 nauczycieli i 12 pracowników obsługi. Uczniowie uczą się w oddziałach liczących średnio 32 osoby. W rankingu najlepszych warszawskich szkół średnich, sporządzonym w 2006 roku przez miesięcznik edukacyjny Perspektywy, XXVIII LO zajęło 10. miejsce. W roku 2007 szkoła zajęła 18, w 2008 - 13, w 2009 - 22, w 2010 - 12, w 2011 - 15, w 2014 – 13, w 2016 - 11 a w 2025 - 23 miejsce (w prowadzonym przez Perspektywy ogólnopolskim rankingu liceów ogólnokształcących szkoła w roku 2022 i 2023 zajęła 44., w 2024 - 46., a w 2025 - 53. miejsce).
31 sierpnia 2017 roku dwudziestopięcioletnią kadencję na stanowisku dyrektora zakończył Jerzy Kunicki (nauczyciel fizyki i informatyki). Dyrektorem szkoły jest Marek Świderek, a wicedyrektorem jest Eliza Adamowicz.

## Absolwenci (m.in.)
- Bartek Biedrzycki
- Maciej Chmiel
- Magdalena Górska
- Izabela Jaruga-Nowacka
- Małgorzata Kalinowska-Iszkowska
- Barbara Kosmal
- Sławomira Łozińska
- Maciej Musiał
- Andrzej Pągowski
- Małgorzata Rożniatowska
- Piotr Wróbel
- Barbara Wrzesińska
- Andrzej Zaorski